# Cratere Eminescu
Eminescu  è un cratere sulla superficie di Mercurio.
Il cratere è dedicato al poeta rumeno Mihai Eminescu. A sua volta il cratere dà il nome alla maglia H-9, precedentemente nota come Solitudo Criophori.